# Dysgonia triplocyma
Dysgonia triplocyma  là một loài bướm đêm thuộc họ Erebidae. Loài này có ở phía đông Châu Phi, bao gồm Malawi.